# مقاطعة خرامة
مقاطعة خرامة (بالفارسية: شهرستان خرامه) هي إحدى مقاطعات محافظة فارس في إيران. كان عدد سكان المقاطعة سنة 2006 حوالي 57,372 نسمة.